# Municipio de Collinwood
El municipio de Collinwood (en inglés, Collinwood Township) es un municipio del condado de Meeker, Minnesota, Estados Unidos. Tiene una población estimada, a mediados de 2023, de 1201 habitantes.

## Geografía
Está ubicado en las coordenadas 45°01′48″N 94°19′37″O / 45.03000, -94.32694 (45.029975, -94.326922). Según la Oficina del Censo, tiene una superficie total de 93.4 km², de los cuales 80.6 km² corresponden a tierra firme y 12.8 km² están cubiertos de agua.

## Demografía
Según el censo de 2020, en ese momento había 1195 personas residiendo en la zona. La densidad de población era de 14.8 hab./km². El 95.31 % de los habitantes eran blancos, el 0.42 % eran amerindios, el 0.33 % eran asiáticos, el 0.50 % eran de otras razas y el 3.43 % eran de una mezcla de razas. Del total de la población, el 1.42 % eran hispanos o latinos de cualquier raza.